# 阮福洪肯
阮福洪肯（越南语：／，1861年8月21日—1931年12月30日），字士彠（越南语：／），號問齋（越南语：／），從善王阮福綿審第十三子，生母從善王原配張氏恕，張登桂之女。越南阮朝宗室、官員、詩人。

## 生平
嗣德十四年七月十六日（1861年8月21日），阮福洪肯生於順化從善公府邸。1887年，被任命爲典儀所司務。成泰元年（1889年），被任命為清化布政使。維新元年（1907年），改任河靜巡撫。維新二年（1908年），河靜省興起了席卷中圻的反抗徵稅運動，法國公使杜塞下令鎮壓起義民眾，但巡撫洪肯拒絕聽從公使命令，因而被迫辭官返回順化。維新八年（1914年），洪肯起復為侍郎，署戶部參知銜。啟定元年（1916年），啟定帝新立，改任平定總督。洪肯以年老多病，請求留在京城，於是啟定帝改任他為戶部参知。啟定四年（1919年），洪肯以協佐大學士身份致事。
保大六年十一月二十二日（1931年12月30日），阮福洪肯去世，壽七十一歲。保大十四年（1939年）七月，追贈為特進、榮祿大夫、東閣大學士，諡文誼。

## 文學
阮福洪肯也是一位詩人，著有《樂靜園詩草》。

## 家庭

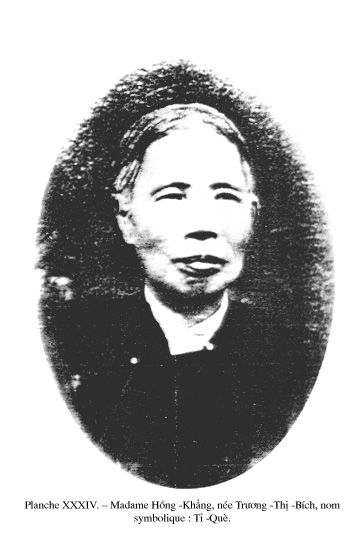
洪肯之妻張氏璧

- 洪肯之妻張氏璧妻 張氏璧（1862年—1947年），號比圭，領兵張登瑞之女，張登桂族孫女，尚書陳評之外孫女
- 長子 阮福膺脭，越南詩人[2]
  - 孙 阮福宝肵
    - 曾孙 阮福永肋